# Georg van Hohenlohe-Weikersheim

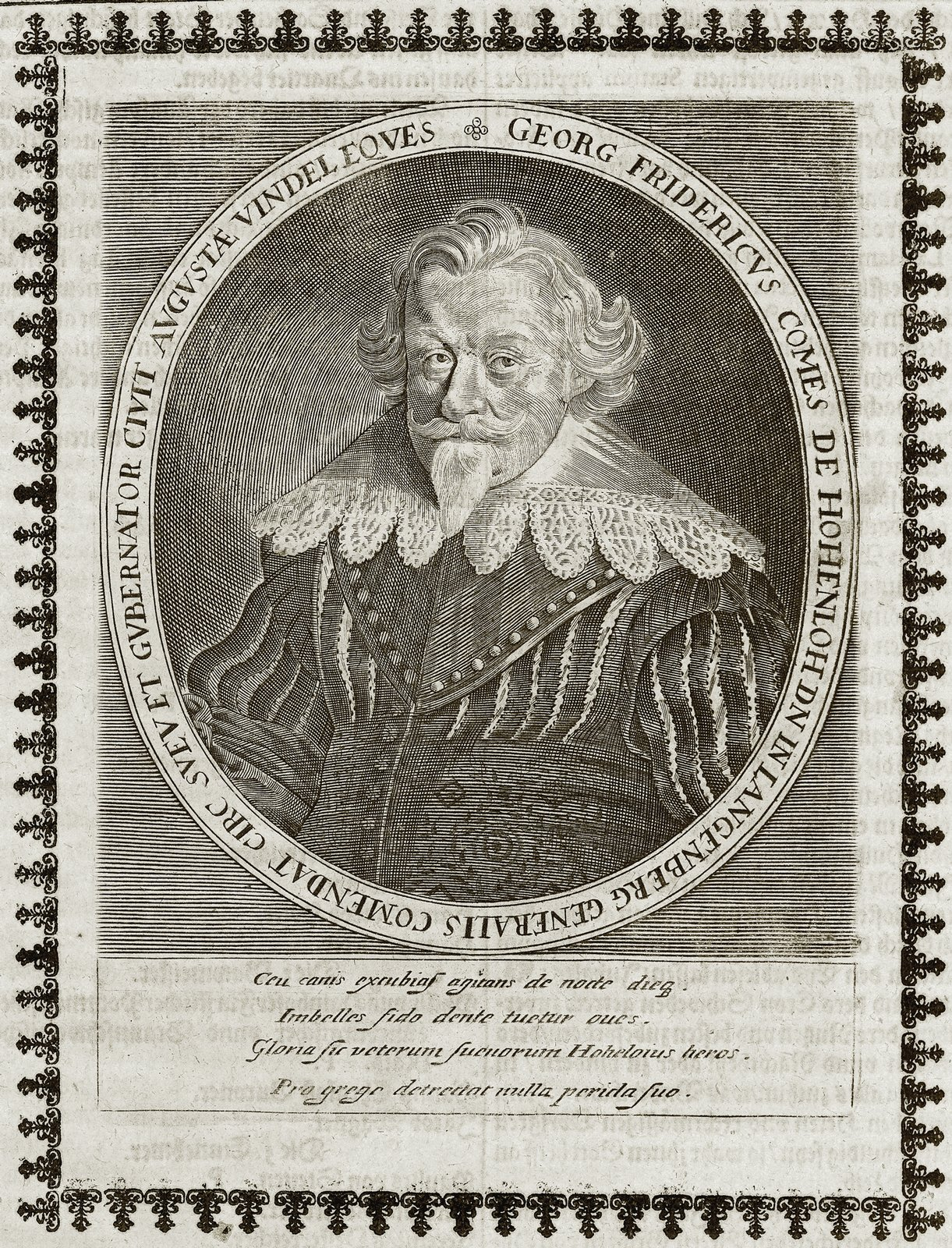

Georg Frederik graaf van Hohenlohe-Weikersheim en heer van Ellwangen (5 september 1569 - 7 juli 1645) was een Duits generaal die vocht aan de zijde van koning Frederik V van Palts tijdens de Dertigjarige Oorlog. 
Hij was de zoon van Wolfgang van Hohenlohe-Weikersheim. Hij leidde in 1599 een Frankisch regiment tijdens de oorlog tegen de Ottomanen en werd door keizer Matthias benoemd tot lid van de Hofkrijgsraad. Door zijn huwelijk Eva van Waldstein kreeg hij bezittingen in Bohemen en raakte hij betrokken bij de eerste gevechten van de Dertigjarige Oorlog. Hij koos de zijde van de protestantse Frederik V van Palts en werd daarom door de keizer in de ban geslagen. Hij vocht ook aan de zijde van de Zweedse koning Gustaaf II Adolf in 1631-1632. In 1637 kreeg hij pardon van keizer Ferdinand III.
Hij trouwde in 1607 met Eva van Waldstein (1565-1631); zij was een dochter van Zdenek van Waldstein heer van Lomnice en Hostinetz (1530-1575) en Ludmilla Malovitz van Malowitz-Pacova (1540-1566). Hij hertrouwde in 1633 met Maria Magdalena van Oettingen-Oettingen (1600-1636); zij was een dochter van Lodewijk Everhard graaf van Oettingen-Oettingen (1577-1634) en Margaretha van Erbach (1576-1635).